# Божич Врх
Божич Врх (словен. Božič Vrh) — поселення в общині Метлика, регіон Південно-Східна Словенія, Словенія.